# Musica caraibica
La musica caraibica ovvero música caribeña (come si conosce in lingua spagnola) è l'insieme dei generi musicali e canti dell'America Centrale e dei Caraibi nati dal meticciato di ritmi europei, africani e nativi.
Questi ritmi hanno le proprie particolarità e l'ascolto varia secondo il paese, ma ad ogni modo la musica caraibica (oppure i ritmi latinoamericani) si è diffusa in tutta l'America Latina ed in altre parti del mondo.

## Generi musicali
Fra i generi musicali che appartengono alla musica caraibica vi sono:
- La Salsa
- Il Reggaeton
- La Bachata
- Il Calypso
- La Soca
- Il Palo de Mayo
- La Rumba
- La Cumbia
- Il Merengue
- Il Cha cha cha
- Il Bolero
- Il Son
- Il Mambo
- La Lambada
- Il Dub
- Il Reggae
- La Guaracha
- La Guajira
- La Pachanga
- Il Funk Carioca
- La Timba
- Lo Zouk
- La Kompa
- Il Vallenato
- Il Rake and Scrape